# Sidamo (taal)
Sidamo (ook wel Sidaamu Afoo of Sidaama genoemd) is een Koesjitische taal binnen de Afro-Aziatische taalfamilie. Het Sidamo wordt in delen van het zuiden van Ethiopië gesproken door de Sidama. De taal heeft zo’n 3 miljoen moedertaalsprekers. Tot 1993 werd de taal in Ethiopisch schrift geschreven. Sindsdien wordt het Latijnse alfabet gebruikt. De typische woordvolgorde is SOV.